# Procalpurnus
Genre
Procalpurnus est un genre de mollusques gastéropodes de la famille des Ovulidae. 

## Liste d'espèces
Selon World Register of Marine Species (30 septembre 2017) :
- Procalpurnus lacteus (Lamarck, 1810)
- Procalpurnus semistriatus (Pease, 1863)